# Droga wojewódzka 676
Die Droga wojewódzka 676 (DW 676) ist eine 50 Kilometer lange Droga wojewódzka (Woiwodschaftsstraße) in der polnischen Woiwodschaft Podlachien, die Białystok mit dem Grenzübergang nach Belarus verbindet. Die Strecke liegt in der kreisfreien Stadt Białystok und im Powiat Białostocki.

## Streckenverlauf
Woiwodschaft Podlachien, Kreisfreie Stadt Białystok
-  Białystok (Bjelostock) (S 8, DK 8, DK 19, DK 65, DW 669, DW 675, DW 678)

Woiwodschaft Podlachien, Powiat Białostocki
- Nowodworce
- Ogrodniczki
- Supraśl
- Sokołda

Woiwodschaft Podlachien, Powiat Sokólski
- Stare Trzciano
- Talkowszczyzna
- Ostrów Północny
-  Krynki (DW 674)
-  Grenzübergang ( Belarus)